# Staurogyne dispar
Staurogyne dispar är en akantusväxtart som beskrevs av Imlay. Staurogyne dispar ingår i släktet Staurogyne och familjen akantusväxter. Inga underarter finns listade i Catalogue of Life.